# 15023 Ketover
A 15023 Ketover (ideiglenes jelöléssel 1998 SP156) a Naprendszer kisbolygóövében található aszteroida. A LINEAR projekt keretében fedezték fel 1998. szeptember 26-án.